# Tobolac
Tobolac (izvirno srbsko Тоболац) je naselje v Srbiji, ki upravno spada pod Občino Trstenik; slednja pa je del Rasinskega upravnega okraja.

## Demografija
V naselju živi 388 polnoletnih prebivalcev, pri čemer je njihova povprečna starost 42,7 let (40,9 pri moških in 44,3 pri ženskah). Naselje ima 144 gospodinjstev, pri čemer je povprečno število članov na gospodinjstvo 3,37.
To naselje je, glede na rezultate popisa iz leta 2002, večinoma srbsko.
|  |

| Demografija | Demografija     | Demografija     |
| Leto        | Št. prebivalcev | Št. prebivalcev |
| ----------- | --------------- | --------------- |
|             |                 |                 |
|             |                 |                 |
|             |                 |                 |
|             |                 |                 |
| 1948        | 608             |                 |
| 1953        | 631             |                 |
| 1961        | 614             |                 |
| 1971        | 576             |                 |
| 1981        | 577             |                 |
| 1991        | 582             | 512             |
| 2002        | 561             | 485             |
|             |                 |                 |

| Etnična sestava po popisu iz leta 2002 | Etnična sestava po popisu iz leta 2002 | Etnična sestava po popisu iz leta 2002 | Etnična sestava po popisu iz leta 2002 | Etnična sestava po popisu iz leta 2002 |
| -------------------------------------- | -------------------------------------- | -------------------------------------- | -------------------------------------- | -------------------------------------- |
| Srbi                                   | Srbi                                   |                                        | 478                                    | 98,55%                                 |
| Nemci                                  | Nemci                                  |                                        | 1                                      | 0,20%                                  |
| Neznano                                | Neznano                                |                                        | 2                                      | 0,41%                                  |